# 湯瑪斯·布什內爾
湯瑪斯·布什內爾（英語：Thomas Bushnell，1967年12月13日—），又譯為托马斯·布什内尔，原名邁克爾·布什內爾（Michael Bushnell），生於美國，是一名軟體開發者以及格雷戈里兄弟會（Brotherhood of Saint Gregory）的修士。他是GNU Hurd計劃的建立者以及主要軟體架構師。他原本也是Hurd的官方維護者。但在2003年11月時，他在自由軟體基金會的討論郵件列表中，宣布因為他對GNU自由文档许可证內容有所質疑，被理查德·斯托曼解除了管理員的職務。但根據理查德·斯托曼的說法，他認為湯瑪斯·布什內爾在2001年之後就不夠投入，也不回覆電子郵件，所以決定解除他的職務。
湯瑪斯·布什內爾投入多項自由軟體專案，除了GNU Hurd之外，他也負責維護數項Debian的軟體套件。目前他是Google的員工。

## 外部連結
- 個人首頁 （页面存档备份，存于）